# Bill Alexander (polityk)
Bill Alexander właściwie William Vollie Alexander Jr. (ur. 16 stycznia 1934 w Memphis) – amerykański polityk, członek Partii Demokratycznej.

## Działalność polityczna
W okresie od 3 stycznia 1969 do 3 stycznia 1993 przez dwanaście kadencji był przedstawicielem 1. okręgu wyborczego w stanie Arkansas w Izbie Reprezentantów Stanów Zjednoczonych.